# Kolo (dans)

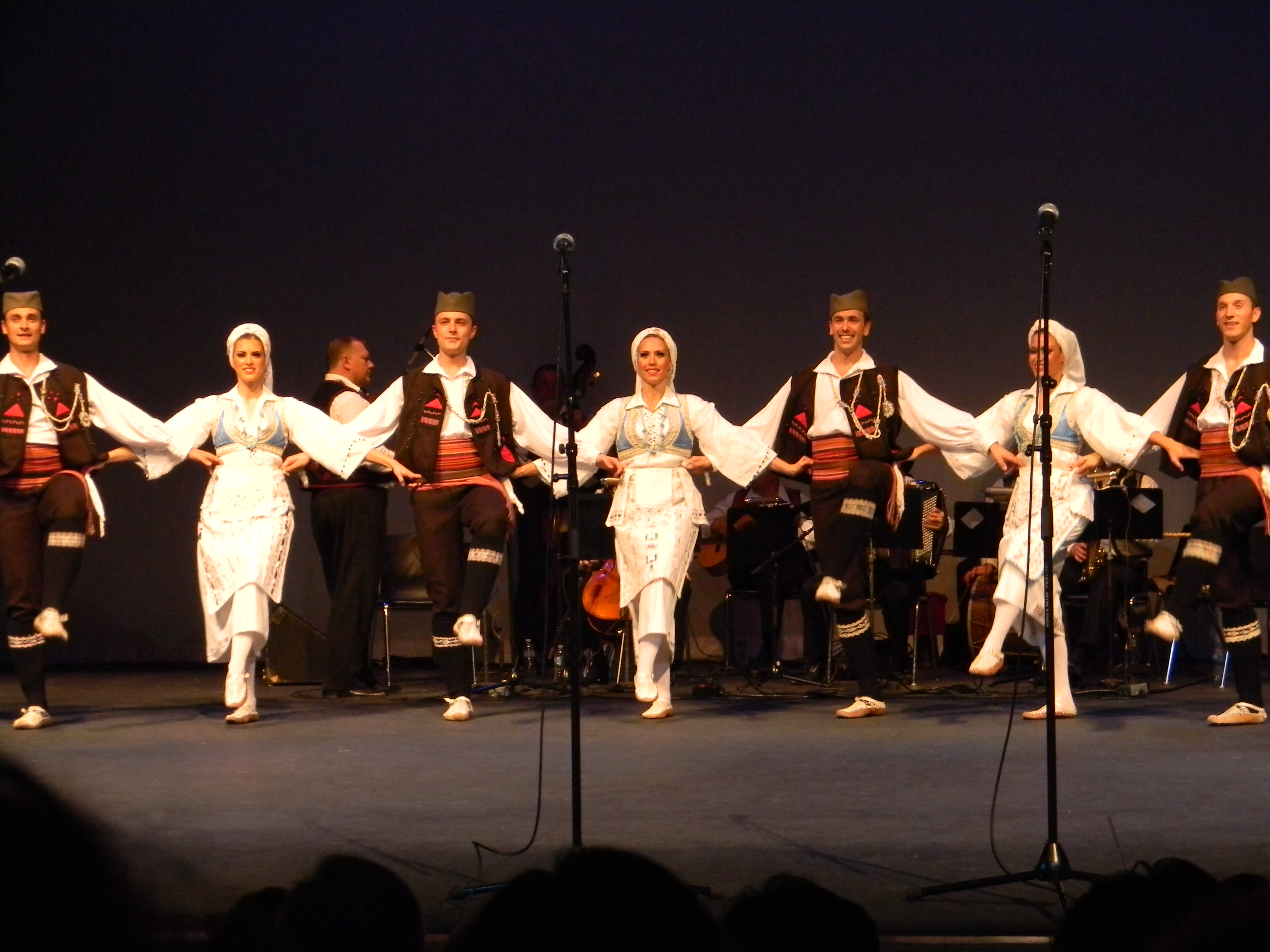
Kolo

De kolo (Servisch: Коло; Wit-Russisch: Кола, Kola) is een volksdans die in Balkanlanden als Servië, Kroatië, Montenegro en Bosnië zijn oorsprong heeft.
De dans wordt met muziekinstrumenten en gezang begeleid, in tweedelige maat en wordt meestal in een cirkel gedanst, zoals de Roemeense hora. Er bestaan veel lokale varianten van de kolo.

## Enkele voorbeelden van de kolo
- Brzac Kolo (Bosnië)
- Divcibarsko Kolo (Servië)
- Ličko Kolo (Kroatië)
- Ersko Kolo (Servië)
- Gocina Kolo (Servië)
- Kolo Zita (Kroatië)
- Nebesko Kolo (Bulgarije)
- Prekid Kolo (Servië)
- Slavonsko Kolo (Kroatië)